# Pacto de Cacilhas

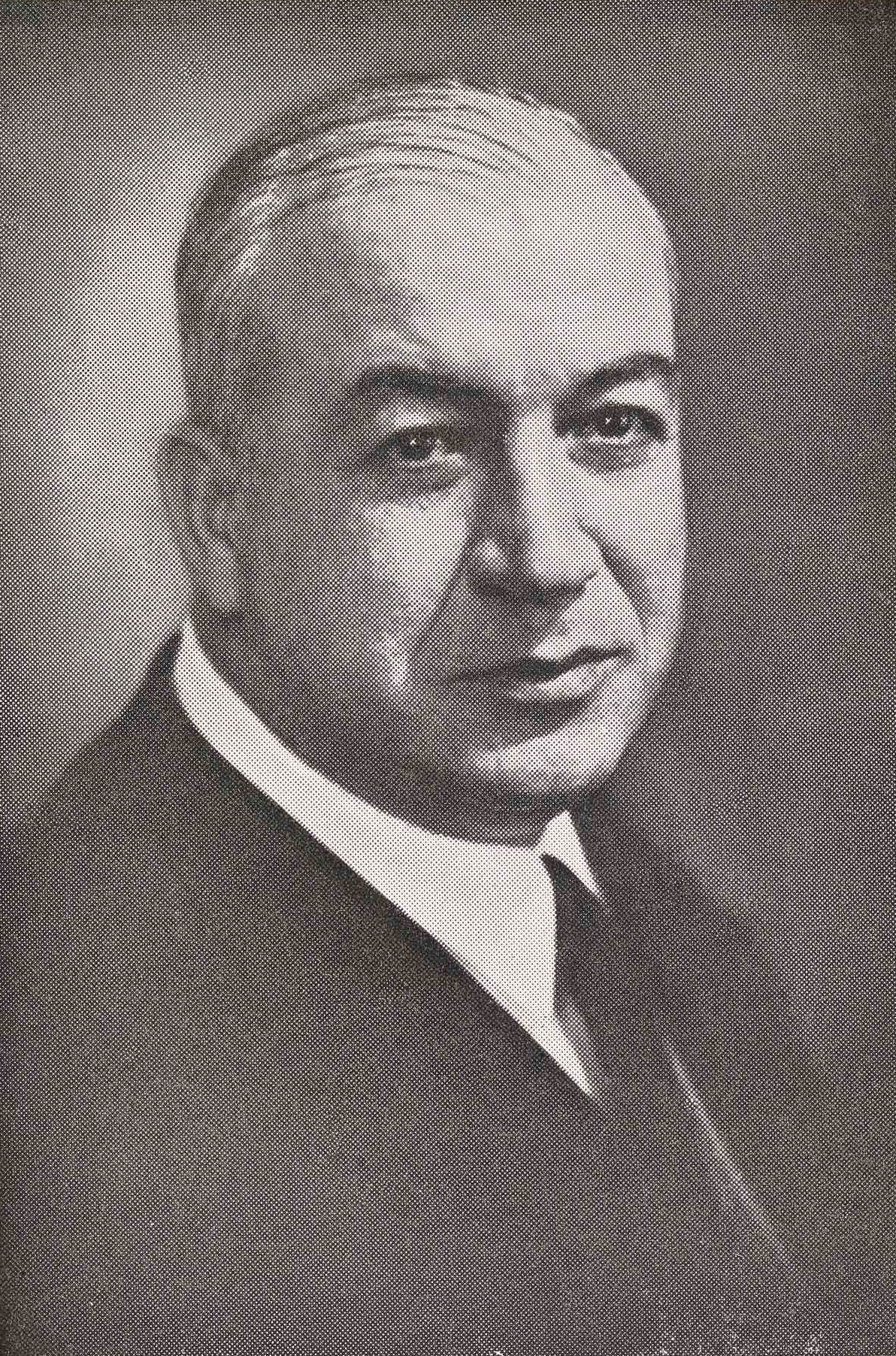
Arlindo Vicente

O Pacto de Cacilhas foi um acordo político firmado no âmbito das eleições presidenciais portuguesas de 1958. Foi firmado entre entre o general Humberto Delgado e Arlindo Vicente, através do qual este último retirou a sua candidatura a Presidente da República, nas eleições presidenciais de 1958. A candidatura de Arlindo Vicente surgira como resposta do Partido Comunista Português à candidatura de Humberto Delgado, em quem este partido não tinha confiança política, face ao pensamento anticomunista e pró-atlantista de Delgado. 